# Provinciale weg 225
De Nederlandse provinciale weg 225 (N225) loopt van Driebergen langs Doorn, Leersum, Amerongen, Elst, Rhenen, Wageningen, Renkum, Heelsum, Oosterbeek naar Arnhem en heeft lengte van ruim 52 kilometer. De Stichtse Lustwarande, de landgoederenzone tussen Utrecht en Rhenen, loopt gedeeltelijk langs de N225. Aan deze warande liggen buitenplaatsen en villa's. De Generaal Foulkesweg was onderdeel van deze route vóór de verlegging langs de noordzijde van de Wageningse binnenstad. In de tweede helft van de jaren zestig liep deze weg ook door de kernen Renkum en Heelsum, maar nadien is de weg zuidwaarts verlegd. Met de komst van de A50 verkreeg de N225 ook een verbinding met deze snelweg. Het verlegde deel van de N225 loopt vanaf de Bokkedijk in Renkum tot aan de Kievitsdel te Doorwerth en vervolgt vervolgens het tracé van de oude Utrechtseweg.

## Geschiedenis
Oorspronkelijk was de huidige N225 een rijksweg, die in het Rijkswegenplan 1932 genummerd was als rijksweg 25. In de rijkswegenplannen van 1938, 1948 en 1958 bleef rijksweg 25 opgenomen als planweg. Begin jaren '60 kwam echter de huidige A12 gereed tussen Utrecht en de Duitse grens. Voor rijksweg 25 betekende dit dat de doorgaande functie verloren ging. De weg werd met ingang van het Rijkswegenplan 1968 afgevoerd en werd een planvervangende weg. Tot eind 1992 bleef de weg in beheer bij Rijkswaterstaat en was deze in de provincie Utrecht genummerd als rijksweg 725, en in de provincie Gelderland als rijksweg 825.
Daar de weg geen bovenregionale functie had werd deze in het kader van de Wet herverdeling wegenbeheer per 1 januari 1993 overgedragen aan de provincies Utrecht en Gelderland en genummerd als provinciale weg 225.

## Fietspad
Het fietspad langs de N225 van Utrecht Science Park tot de grens met Gelderland moet volgens een motie van de Provinciale Staten van Utrecht een ‘Fietspad van de toekomst’ worden. De invulling daarvan is in januari 2020 nog niet bekend. Er is een prijsvraag uitgeschreven voor particulieren en bedrijven om mee te denken over de invulling. De prijsvraag is een initiatief van GoedopWeg, een samenwerkingsverband van de provincie Utrecht, de gemeenten Utrecht en Amersfoort, Rijkswaterstaat en het ministerie van Infrastructuur en Waterstaat met als doel een goede bereikbaarheid en een gezonde leef- en werkomgeving in de regio.

## Afbeeldingen

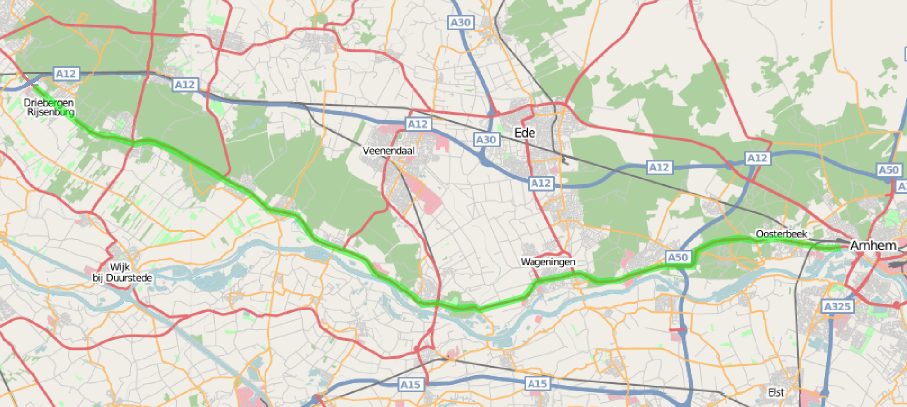
Detailkaart traject
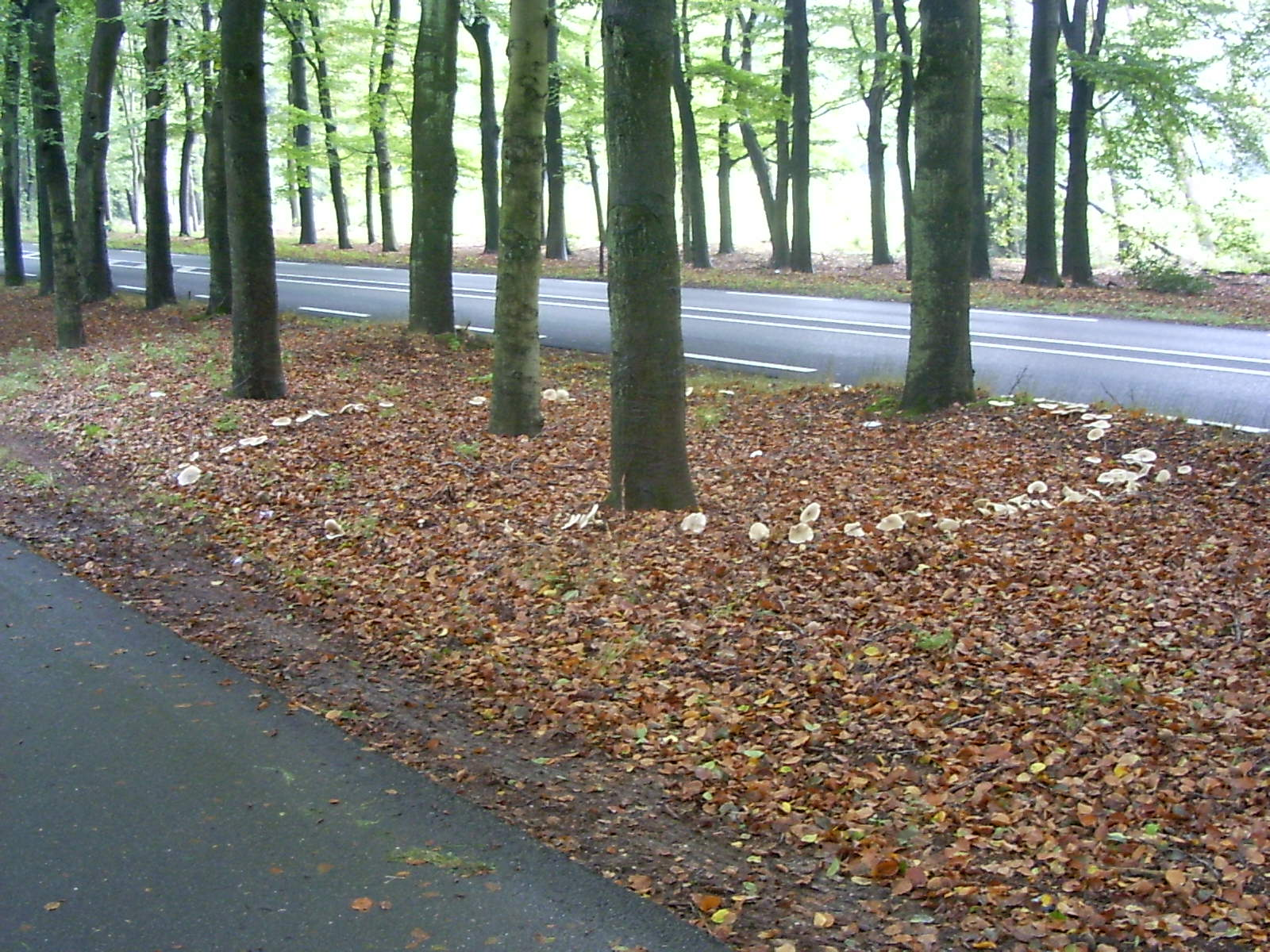
Heksenkring langs de N225 bij Doorn
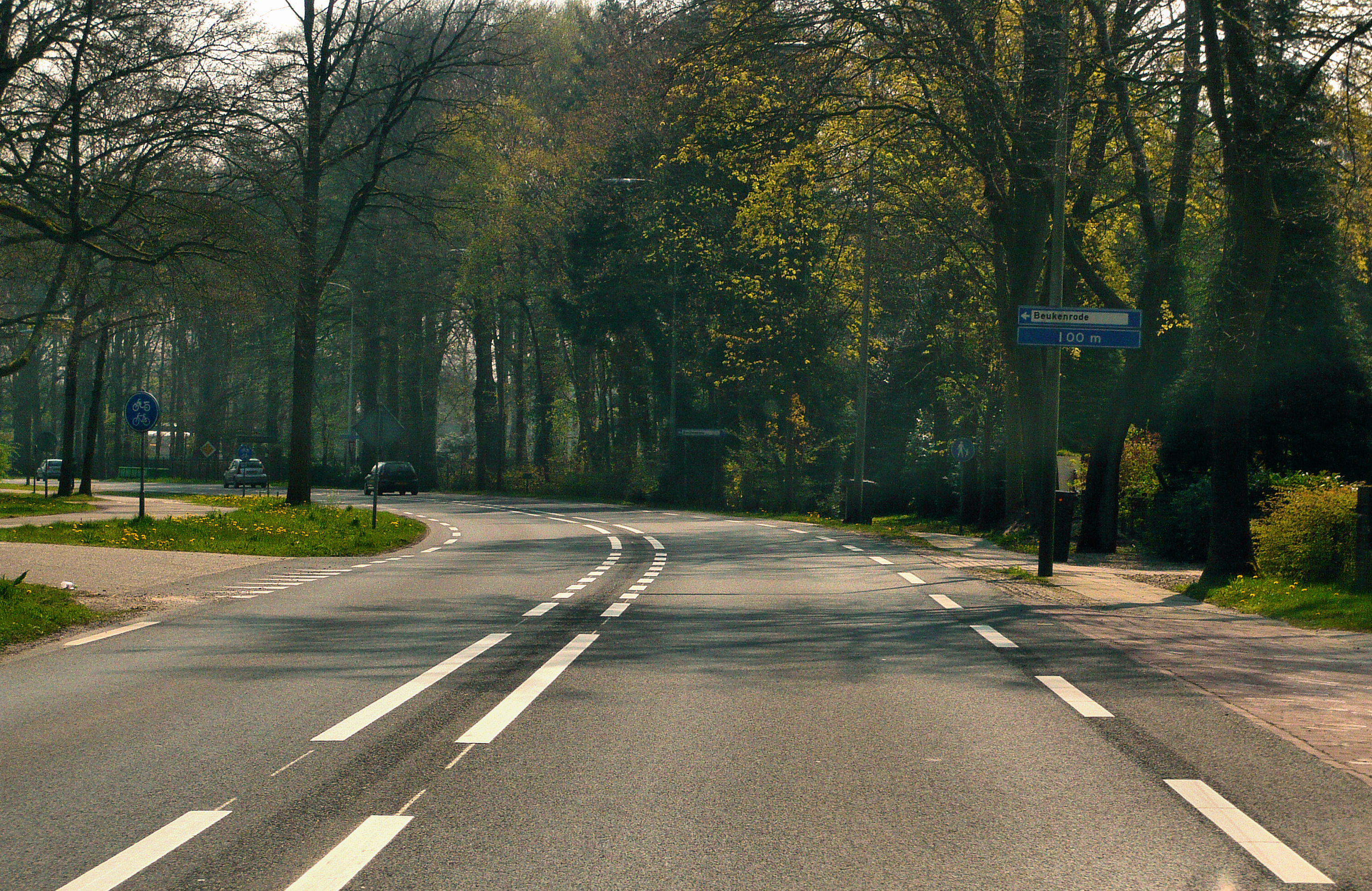
De N225 nabij Doorn

N23 · N34 · N224 · N225 · N229 · N233 · N271 · N301 · N302 · N303 · N304 · N305 · N306 · N307 · N308 · N309 · N310 · N311 · N312 · N313 · N314 · N315 · N316 · N317 · N318 · N319 · N320 · N322 · N323 · N324 · N325/A325 · N326/A326 · N327 · N329 · N330 · N331 · N332 · N333 · N334 · N335 · N336 · N337 · N338 · N339 · N340 · N341 · N342 · N343 · N344 · N345 · N346 · N347 · N348/A348 · N349 · N350 · N351 · N352 · N375 · N377

N418 · N701 · N702 · N703 · N704 · N705 · N706 · N707 · N708 · N709 · N710 · N711 · N712 · N713 · N714 · N715 · N716 · N717 · N718 · N719 · N720 · N727 · N731 · N732 · N733 · N734 · N735 · N736 · N737 · N738 · N739 · N740 · N741 · N742 · N743 · N744 · N745 · N746 · N747 · N748 · N749 · N750 · N751 · N752 · N753 · N754 · N755 · N756 · N757 · N758 · N759 · N760 · N761 · N762 · N763 · N764 · N765 · N766 · N768 · N781 · N782 · N783 · N784 · N785 · N786 · N787 · N788 · N789 · N790 · N791 · N792 · N793 · N794 · N795 · N796 · N797 · N798 · N800 · N801 · N802 · N803 · N804 · N805 · N806 · N810 · N811 · N812 · N813 · N814 · N815 · N816 · N817 · N818 · N819 · N820 · N821 · N822 · N823 · N824 · N825 · N826 · N827 · N830 · N831 · N832 · N833 · N834 · N835 · N836 · N837 · N838 · N839 · N840 · N841 · N842 · N843 · N844 · N845 · N846 · N847 · N848 · N852 · N855

Cursief vermelde wegen zijn voormalige provinciale wegen.
N23 · N194 · N196 · N197 · N198 · N199 · N200 · N201 · N202 · N203 · N204 · N205 · N206 · N207 · N208 · N209 · N210 · N211 · N212 · N213 · N214 · N215 · N216 · N217 · N218 · N219 · N220 · N221 · N222 · N223 · N224 · N225 · N226 · N227 · N228 · N229 · N230 · N231 · N232 · N233 · N234 · N235 · N236 · N237 · N238 · N239 · N240 · N241 · N242 · N243 · N244 · N245 · N246 · N247 · N248 · N249 · N250 · N307

N401 · N402 · N403 · N404 · N405 · N406 · N407 · N408 · N409 · N410 · N411 · N412 · N413 · N414 · N415 · N416 · N417 · N418 · N419 · N420 · N421 · N439 · N440 · N441 · N442 · N443 · N444 · N445 · N446 · N447 · N448 · N449 · N450 · N451 · N452 · N453 · N454 · N455 · N456 · N457 · N458 · N459 · N460 · N461 · N462 · N463 · N464 · N465 · N466 · N467 · N468 · N469 · N470 · N471 · N472 · N473 · N474 · N475 · N476 · N477 · N478 · N479 · N480 · N481 · N482 · N483 · N484 · N487 · N488 · N489 · N490 · N491 · N492 · N493 · N494 · N495 · N496 · N497 · N498 · N501 · N502 · N503 · N504 · N505 · N505 (Andijk) · N506 · N507 · N508 · N509 · N510 · N511 · N512 · N513 · N514 · N515 · N516 · N517 · N518 · N519 · N520 · N521 · N522 · N523 · N524 · N525 · N526 · N527 · N806 · N830 · N848

Cursief vermelde wegen zijn voormalige Provinciale wegen